# 居場所
居場所（いばしょ）とは、居るところ、また、座るところのことであり、自分が存在する場所のことである。自分の持っている能力を一番発揮できる分野を指すこともある。また、不登校児やひきこもり、ニート、中卒や高校を中退した若者、職場・家庭に居づらい状況の人のために、各自治体が所有する公民館・青少年センター等のスペースを自宅および学校・会社以外の"第3の居場所"（サードプレイス）として一定時間開放する取り組みも所謂「居場所事業」とよばれている。

## 居場所事業の概要
おもに不登校やひきこもりの小中学生、高校生。中卒、高校中退者で10代や20代のひきこもりやニートの若者を対象としているが、就職氷河期世代の高齢化等社会情勢を鑑み、利用者の年代を限定しない施設もある。また、同一自治体内であっても施設や時間帯毎に小学生のみ、中学生以上といった区分を設けていることが多く、事例は未だ少ないものの女性のみを対象とした取り組みもみられる。保護者同伴や、保護者のみでの相談も可能である（居場所活動とは別個に、「当事者会」「親の会」が実施されている自治体もある）。
スペースの利用やイベント参加にあたり、居場所所在自治体における居住または在学・在勤が条件の場合もある。
身体障がい者手帳、療育手帳、精神障がい者福祉手帳の有無は問われない。発達障がい児（者）の利用や相談も受け付けている。
開催頻度は隔週、週に二度、休館日以外毎日など地域によってまちまちである。夜間（20時から21時程度）まで開催していることもある。
居場所事業が地域内の社会福祉法人やNPO、個人宅等にて実施・委託されていることもある。キリスト教教会や寺社がこれらの活動の為にスペースを貸し出したり、自ら居場所活動を実施している場合もあるが、活動中において宗教色は出さず、あくまで慈悲・喜捨の精神によるものである。
利用方法は自習・遊び・休憩など自由であり、訪問後ただちに一人で過ごし、任意の時間に帰宅することが可能であるが、職員や他の利用者と趣味の会話や楽器演奏・軽いスポーツなどを行ったり、備付の漫画・カードゲーム・ボードゲーム・テレビゲーム・インターネットを使用出来る場合も多く、遊び道具を持ちよることもある。なかには就労生活支援の一環として、地元企業の見学および実習（材料や依頼物を施設内へ借り受ける場合を含める）、また居場所実施施設やその運営団体の事業から補助的業務を切り出して工賃・給与支給を行っているところもみられる。
利用料は無料が多いが、都度または月額の利用料が設けられている場合もあり（施設によっては寄付金や食事代などを徴収するところもある）、別料金で料理（食事）や茶菓の提供、施設外活動（アウトドア・クラフト制作・カラオケ・ボウリング・映画・旅行・遠足など）が行われることもある。特にフリースクール（後述）として開設されている場合は毎月数万円から数十万円と高額な傾向にあり、毎月の月謝とは別に光熱費と冷暖房費を徴収する施設もある。
不登校やひきこもりの中学生や高校生を対象とする高卒認定試験の学習支援、通信制高校の進学支援、中卒や高校中退者で10代や20代のひきこもりやニートの若者を対象した高卒認定試験の学習支援、通信制高校の進学支援を行っていたり、地域食堂（いわゆるこども食堂）の性質を兼ねている箇所もある。フリースクールとしての要素が強い、またはフリースクールが居場所活動も実施して（事実上役割を兼ねて）いる場合もある。